# Högevallsbadet

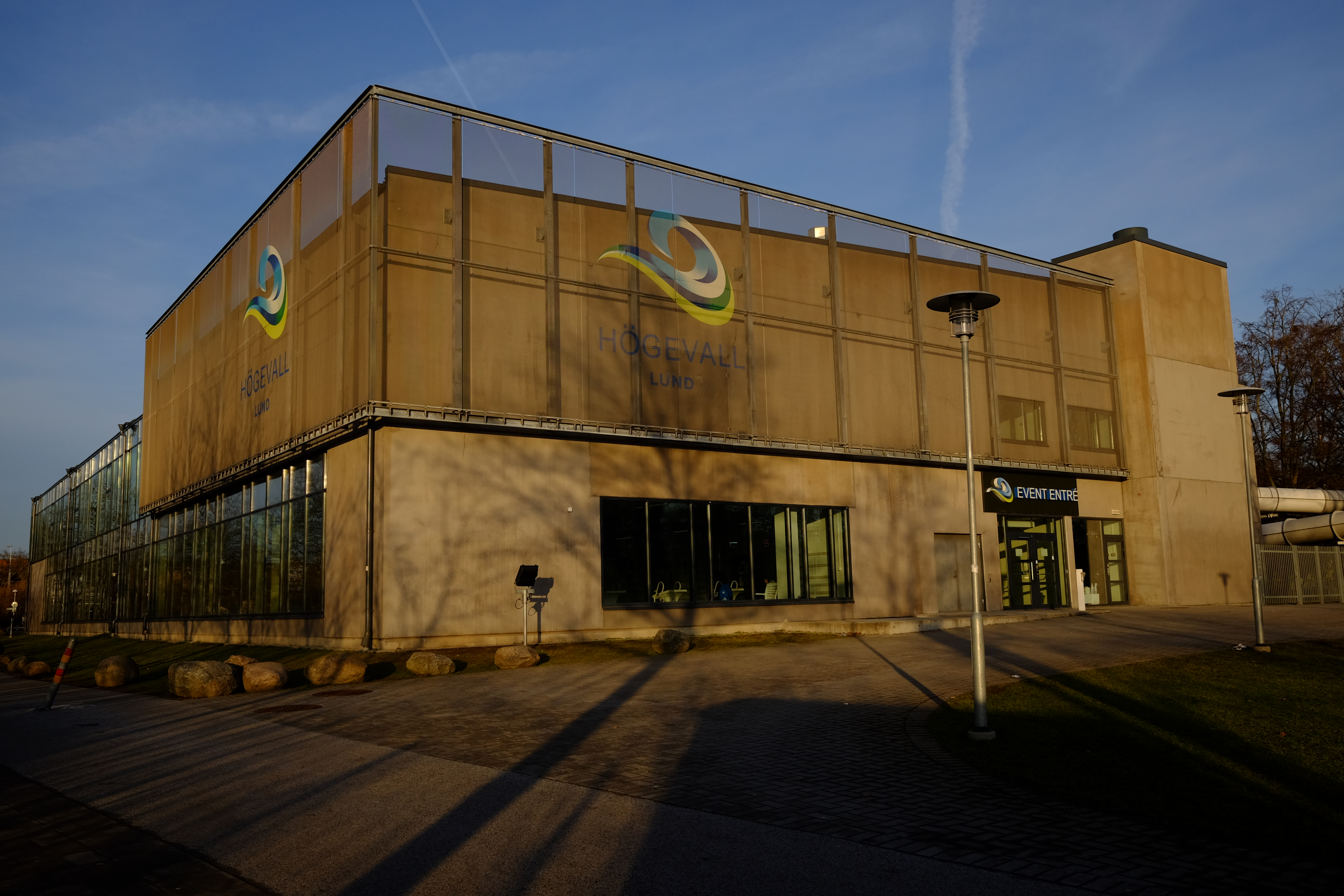
Nuvarande byggnaden uppförd 1980.

Högevallsbadet är ett äventyrsbadhus i Lund och hemmabana för bland annat simklubben SK Poseidon, konstsimningsklubben Atlas, Lugi vattenpolo och Teknologkårens IFs simsektion. Det genomgick en totalrenovering och ombyggnad som var klar i februari 2013.

## Historik

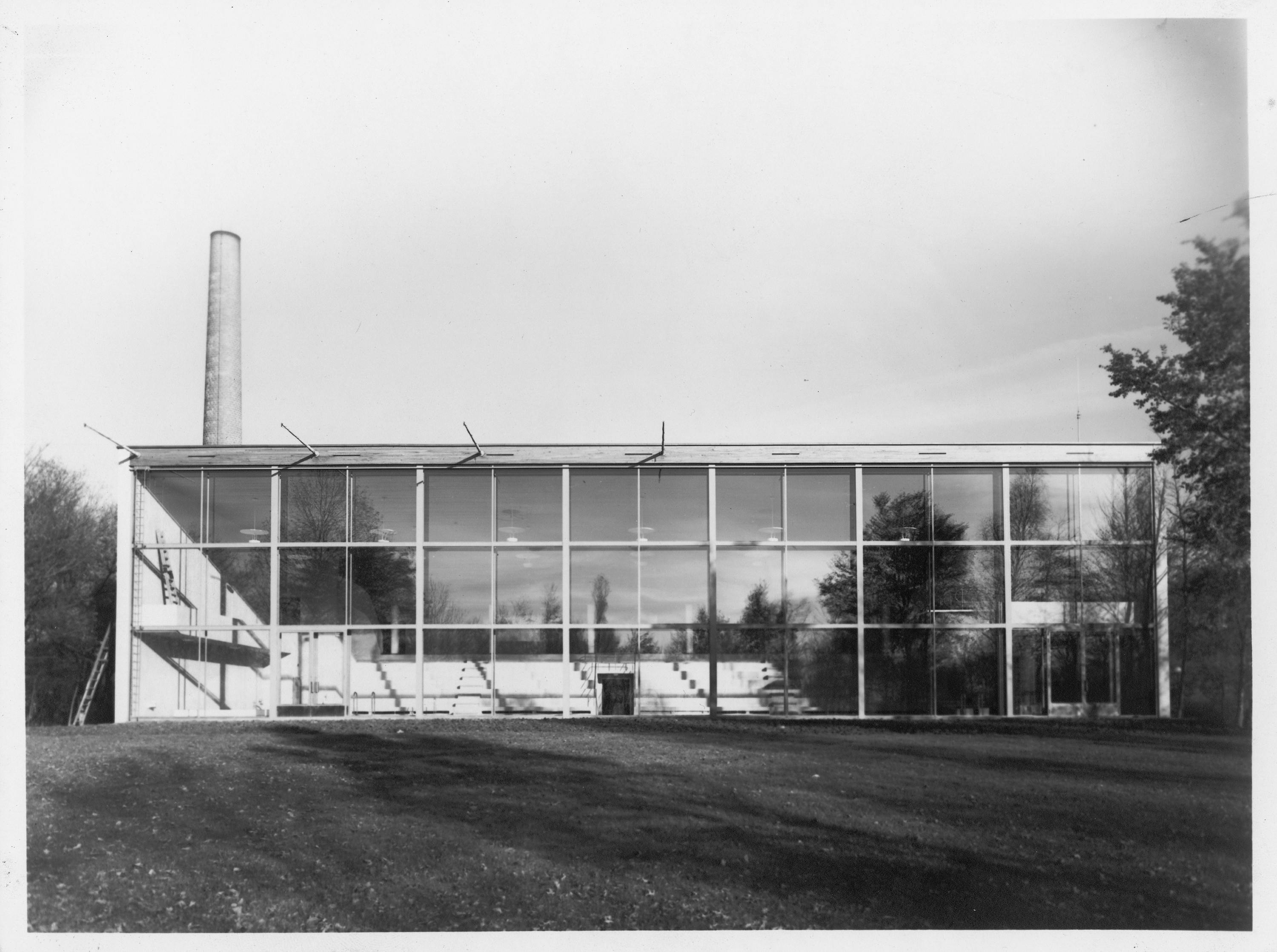
Bad- och idrottshallen uppförd 1938, ritad av Hans Westman och Tor Andersson. Exteriör.

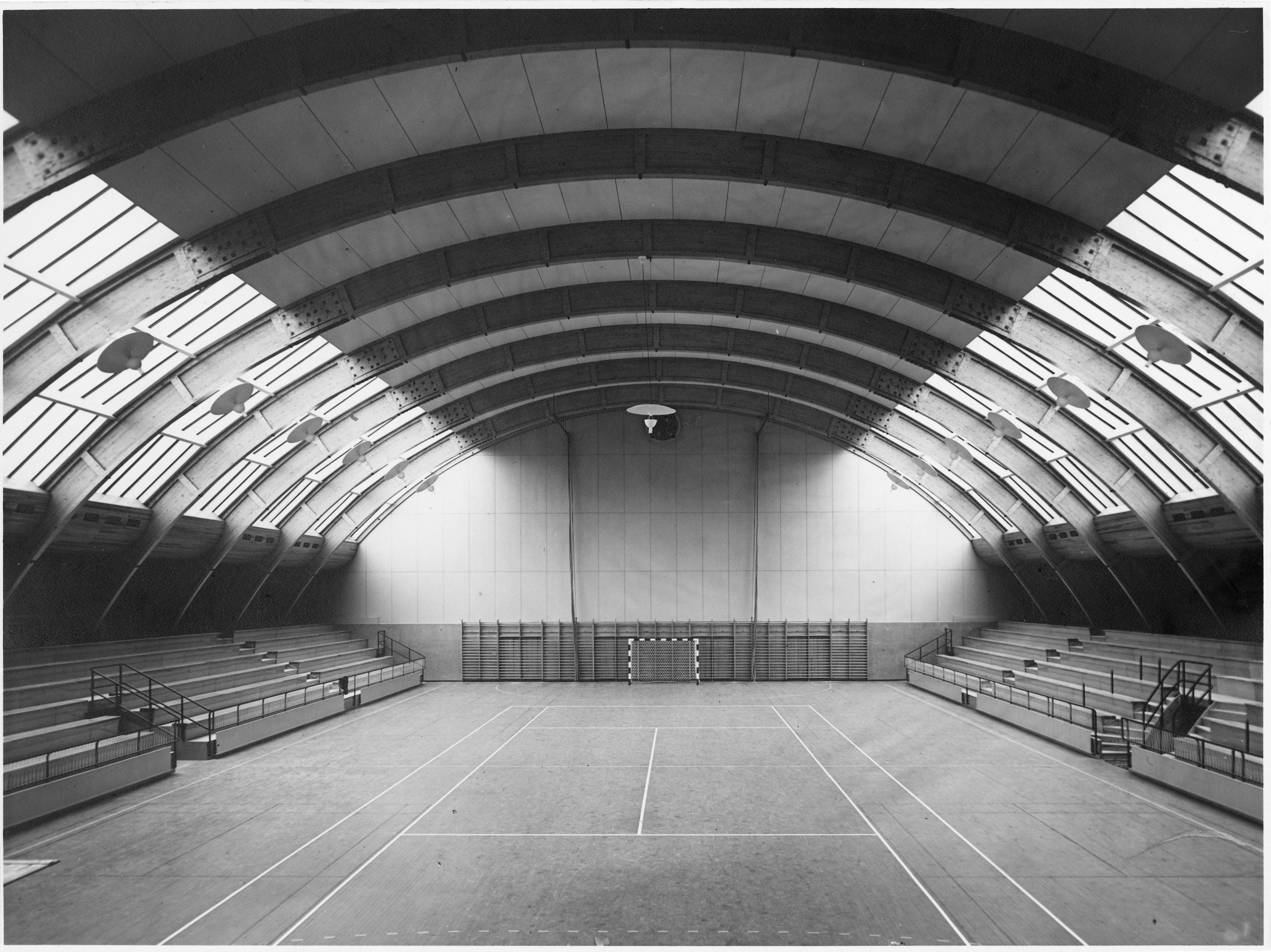
Bad- och idrottshallen uppförd 1938, ritad av Hans Westman och Tor Andersson. Interiör.

Den nuvarande byggnaden uppfördes 1980 och var då det tredje badhuset som uppförts på denna plats, den nordvästra delen av Stadsparken. Det första, kallat Varmbadhuset, anlades 1882. Det revs 1937 och året efter uppfördes ett nytt badhus, ritat av Hans Westman och Tor Andersson. När den nuvarande byggnaden stod klar 1980 fick badet namnet Högevallsbadet. Högevall kallas en rest av Lunds gamla stadsvall, och badet ligger vid en del av den.
Under ombyggnaden 2013 planerades även för HBTQ-frågor. Till exempel skapades könsneutrala omklädningsrum där vem som helst får byta om, och 2015 blev badet HBTQI-certifierat som första badanläggning i Sverige. Det finns också omklädningsrum riktade till familjer och personer med behov av assistans.
År 2015 rapporterade Sydsvenskan att anläggningen hade 400 000 gäster om året. Från och med mars 2015 ansåg badet att det var nödvändigt att ha väktare på plats för att avvisa gäster som inte följer ordningsreglerna, till exempel genom att bära kalsonger under badbyxorna eller uppträda aggressivt mot andra gäster eller personal. Högevall var först i Sverige med att införa skärmförbud (mobiltelefoner med mera), bland annat för att förhindra barndrunkningar, men framförallt för att förhindra att glassplitter hamnar i badets vattenomlopp vilket kan orsaka stora skador på utrustning och människor.[källa behövs] Högevall har öppet 364 dagar om året, alla dagar utom valborgsmässoafton, och har omkring 40 heltidsanställda.
Actic driver ett 3000 kvadratmeter stort gym och träningscenter på Högevall och Actics gäster har tillgång till motionsbassängen. I anslutning till reception och Äventyret finns Café Corall.

## Senaste ombyggnaden
Redan 2007 uppmättes det i badluften höga halter av det astmaframkallande ämnet trikloramin, och eftersom lokalerna även var slitna beslöts det om en ombyggnad och totalrenovering 2008. Ursprungligen skulle ombyggnaden kosta kommunen 241 miljoner kronor, men kostnaderna har ökat till cirka 355 miljoner kronor.
Högevall har en ny maskinpark och modernt vattenreningssystem. En ny 50-meters motions- och träningsbassäng med sex banor och en flyttbar balk som möjliggör tolv 25-metersbanor, renoverad hoppbassäng med 10 meters torn och läktare för 300 åskådare. Stort äventyrsbad med vågbassäng, reell vildfors, utomhusbassäng och två nya vattenrutschkanor, djungelbassäng för de små och flera andra attraktioner. Badet har också en miljöprofil med bergvärme och senaste tekniken inom energieffektivisering.[källa behövs] Dessutom finns på badet ett toppmodernt kamerasystem som Simklubben Poseidon administrerar som används för att filma simmares teknik ovanifrån och underifrån vattnet.